# 세르비아 농구 국가대표팀
세르비아 농구 국가대표팀(세르비아어: Кошаркашка репрезентација Србије, Košarkaška reprezentacija Srbije)은 세르비아를 대표하여 국가대항전에 참가하는 농구 국가대표팀으로 세르비아 농구 연맹에 의해 운영된다.  올림픽 본선에는 12번 참가하여 금메달 1개 은메달 5개 동메달 1개를 획득했고 FIBA 농구 월드컵 본선에는 15번 출전하여 금메달 5개 은메달 4개 동메달 2개를 획득했으며 FIBA 유로바스켓에는 33번 출전하여 금메달 8개 은메달 7개 동메달 4개를 획득한 유럽의 농구 강호로 손꼽힌다. 또한 지중해 경기 대회에서도 금메달 5개 은·동메달은 각각 2개씩 획득했고 FIBA 다이아몬드볼에서도 금·은메달 각각 1개씩 획득했으며 FIBA 스탄코비치컵에서는 동메달 1개만 획득했다. 그리고 유니버시아드에서도 금메달 1개 은메달 2개 동메달 1개를 따냈다.

## 선수 명단

### 주요 선수
- 밀로시 테오도시치 (PBC CSKA 모스크바)
- 미로슬라프 라둘지카 (BC Azovmash)
- 보그단 보그다노비치 (LA 클리퍼스)
- 니콜라 요비치 (마이애미 히트)
- 니콜라 요키치 (덴버 너기츠)

## 같이 보기
- 유고슬라비아 농구 국가대표팀
- 세르비아 몬테네그로 농구 국가대표팀
- 유로리그 바스켓볼